# James Sudduth
James E. Sudduth (Crosbyton, Texas, 19 oktober 1940 – Lubbock, 3 december 1997) was een Amerikaans componist, muziekpedagoog en dirigent.

## Biografie
Sudduth studeerde aan de School of Music van de Texas Tech University in Lubbock, waar hij zijn Bachelor of Music en zijn Master of Music behaalde. 
Nadat hij aanvankelijk dirigent en docent aan de Lubbock Independent School District was, werd hij aansluitend in 1970 werd hij assistent-professor voor muziek en dirigent van de Marching Band aan de Northwestern University in Evanston, Illinois. Van 1976 tot 1981 werd hij directeur en dirigent van de harmonieorkesten van de Southwest Texas State University (nu: Staatsuniversiteit van Texas - San Marcos in San Marcos). In 1981 werd hij directeur en dirigent van de harmonieorkesten van de Texas Tech University in Lubbock. In deze functie bleef hij tot zijn overlijden. 
Hij was ook bezig als dirigent van het jaarlijks door studenten van alle Amerikaanse universiteiten bezette "Symfonisch blaasorkest" en hij organiseerde en leidde ook het Texas Tech Band and Orchestra Camp, een van de grootste jeugdmuziek-camps in de Verenigde Staten. In 1982 werd hij door de dirigenten-broederschap Omicron Delta Kappa en het Mortar Board onderscheiden voor zijn buitengewoon inzet als docent aan de Texas Tech University in Lubbock en in het volgend jaar werd hij door de National Intercollegiate Band. Phi Mu Alpha Sinfonia Fraternity of America onderscheiden met een National Citation of Excellence. In 1995 werd hij met de hoogste onderscheiding, de Distinguished Service to Music Medal, van de Kappa Kappa Psi / Tau Beta Sigma National Honorary Band Fraternity uitgetekend.
Hij was gastdirigent van het Lubbock Symphony Orchestra tijdens de ballet-uitvoeringen van Tsjaikovski's Notenkraker-ballet van 1987 tot 1993. In 1988 werd hij de eerste Amerikaanse gastdirigent van het Seoul Wind Ensemble in Seoel, Zuid-Korea. In mei 1993 dirigeerde hij de Texas Tech University Symphonic Band bij een concert in de Carnegie Hall in New York.
In 1959 leerde hij zijn latere echtgenote Lynda aan de Texas Tech University in Lubbock kennen. Uit dit huwelijk zijn er twee zonen. 
Als componist schreef hij voor de media "Concert Band" en "Marching Band" meer dan 300 werken; een aantal hiervan werden gepubliceerd. 

## Composities (selectie)

### Werken voor harmonieorkest
- 1986 - Thematic Variations on «Dona nobis pacem»
- 1987 - Blanco Canyon Sketches
- Dance Variations
- Memories of a Master - (In memoriam Howard Dunn, oprichter en dirigent van de Dallas Wind Symphony)
- Serenade and Dances
- Suite for Band
- Variations on a Danish Folk Song

- Library of Congress Control Number: nr97013069
- Virtual International Authority File: 36823080
- WorldCat: E39PBJrwXF68JGrkKGTkYCVBfq